# ヒーローズ・カムバック
『ヒーローズ・カムバック』は、漫画家・細野不二彦の呼びかけで始まった、東日本大震災の復興支援を目的とした企画、およびそれらを収録した単行本の名称。

## 概要
2011年に発生した東日本大震災の復興支援チャリティー活動に参加した漫画家・細野不二彦が「漫画家なら漫画を描くことで貢献したい」と提案したことで実現した企画。細野の呼びかけに応じた8名の漫画家が人気作品の新作を発表。2012年10月から2013年3月まで、小学館の漫画雑誌『週刊ビッグコミックスピリッツ』『週刊少年サンデー』『ゲッサン』の3誌に順次掲載された（下記「発表作」参照）。
収録作品のうち『サイボーグ009』は震災時に故人だった石ノ森章太郎が原作者であるが、石巻市で津波に押し流された「石ノ森萬画館」の等身大人形が住民たちによって回収され元に戻されていたのを見て感銘を受けた細野の「石ノ森作品を収録したい」との思いから収録された。
2013年4月30日に発売された単行本は、必要経費を除いた収益と印税のすべてが、「大震災出版復興基金」を通して、被災3県の震災遺児育英基金に寄贈された。同年8月時点での単行本の発行部数は11万部、収益金は4000万円で、3県の指定口座には1000万円ずつが振り込まれた。

## 発表作品（雑誌掲載）
| タイトル            | 作者                                  | 掲載誌                                           | オリジナル連載                                                                | 収録書籍                         | 備考     |
| ------------------- | ------------------------------------- | ------------------------------------------------ | ----------------------------------------------------------------------------- | -------------------------------- | -------- |
| ギャラリーフェイク  | 細野不二彦                            | 週刊ビッグコミックスピリッツ（2012年47号、48号） | 週刊ビッグコミックスピリッツ（1992年 - 2005年）                               | 『ギャラリーフェイク』33巻       |          |
| 究極超人あ〜る      | ゆうきまさみ                          | 週刊ビッグコミックスピリッツ（2012年49号）       | 週刊少年サンデー（1985年 - 1987年）                                           | 『究極超人あ〜る』10巻           |          |
| 伝染るんです。      | 吉田戦車                              | 週刊ビッグコミックスピリッツ（2012年50号）       | 週刊ビッグコミックスピリッツ（1989年 - 1994年）                               |                                  |          |
| サイボーグ009       | 島本和彦 +石森プロ 原作：石ノ森章太郎 | ゲッサン（2012年12月号）                         | 週刊少年キング 週刊少年マガジン 冒険王 週刊少年サンデー 他（1964年 - 1985年） |                                  |          |
| うしおととら        | 藤田和日郎                            | 週刊少年サンデー（2013年4･5合併号、6号）         | 週刊少年サンデー（1990年 - 1996年）                                           |                                  |          |
| 犬夜叉              | 高橋留美子                            | 週刊少年サンデー（2013年10号）                   | 週刊少年サンデー（1996年 - 2008年）                                           | 『犬夜叉』ワイド版30巻（最終巻） | [ 注 4 ] |
| 銀の匙 Silver Spoon | 荒川弘                                | 週刊少年サンデー（2013年11号、12号）             | 週刊少年サンデー（2011年 - 2019年）                                           |                                  |          |
| GS美神 極楽大作戦!! | 椎名高志                              | 週刊少年サンデー（2013年13号、14号）             | 週刊少年サンデー（1991年 - 1999年）                                           | 文庫版23巻(最終巻)               |          |

## 単行本
- 『3.11を忘れないために ヒーローズ・カムバック』　ISBN 9784091853202
2013年4月30日発売。レーベルはビッグコミックス。本企画とは別に震災から1年後の『ビッグコミック』2012年6号に掲載されたかわぐちかいじの読切「俺しかいない〜黒い波を乗り越えて〜」も特別収録。